# رنگین‌تاب سرروشن
رنگین‌تاب سرروشن یا رنگین‌تاب سرکم‌رنگ (نام علمی: Brachygalba goeringi) نام یک گونه از تیره رنگین‌تاب است.